# Gaidropsarus novaezealandiae
Gaidropsarus novaezealandiae är en fiskart som först beskrevs av Hector, 1874.  Gaidropsarus novaezealandiae ingår i släktet Gaidropsarus och familjen lakefiskar. Inga underarter finns listade i Catalogue of Life.